# Río Ponga
El río Ponga es un río de montaña del norte de España que discurre por la zona oriental del Principado de Asturias. Es un afluente del río Sella.

## Etimología
Su nombre, coincidente con el del concejo por el que discurre, proviene según Xosé Lluis García Arias de la raíz indoeuropea no céltica *PONK «lodo, pantano».

## Curso
El río Ponga nace en la fuente El Cotalbo (aprox.  a 1580 m), en el puerto homónimo, en la parte alta del concejo de Ponga, casi en el límite provincial con León, en la vertiente septentrional de la sierra de Los Llobiles y discurrirá en esta parte alta en dirección general NNE. Tras pasar por la abandonada majada de La Salguerosa (≈ 1350 m), siendo apenas un arroyo, cruza el bosque de La Salguerosa, en un curso de alta montaña con frecuentes saltos y pozas para alcanzar la amplia campera de Ventaniella (≈ 1170 m), donde hay una pequeña ermita y una venta, con fuente y un pequeño oratorio. En la vega recibe por la derecha al arroyo de la Ventaniella, un corto arroyo de montaña que llega desde el puerto de Ventaniella, que a veces erróneamente se menciona como fuente del Ponga. Luego el Ponga, aun un pequeño arroyo, se encamina valle abajo en dirección N, acompañado por una pequeña pista, la O-1 (7,5 km hasta Sobrefoz (80 hab.), que salvo los primeros kilómetros iniciales, está asfaltada aunque en muy mal estado), hasta llegar al salto del Ladrón, una pequeña cascada, y después recibir por la derecha otro pequeño arroyo de montaña, el río Cabañón.
El valle se ensancha y llega el río pronto a la vega de las casas de la Faeda;  tras recibir por la derecha al arroyo de la Roza, después por la izquierda al río Vallizor, y nuevamente por la derecha, al Pelifoz, el Ponga alcanza el pueblo de Sobrefoz (≈ 650 m), emplazado a la derecha y algo elevado sobre el río, el más poblado de todo su curso. Deja luego atrás el pueblecillo de Yano, también arriba a la izquierda, y se encañona en las estribaciones de la peña el Soberu—la foz a que hace referencia el nombre de «sobre foz»—, recibiendo por la derecha a la riega de Cuesto Yano, antes de salir a una zona más amplia, donde están las pequeñas localidades de Abiegos y de Cadenaba, cada uno en una margen del río, también algo elevadas. Recibe a la corta riega Dielda y llega al puente del Retortorio, por el que la carretera AS-261 cruza el río y que a partir de aquí acompañará al Ponga hasta su desembocadura.
Aquí, en el puente de Mestas donde está el balneario de Mestas, recibe al primero de sus afluentes de importancia, el corto riachuelo de Taranes, que le aborda por la izquierda tras haber dejado atrás el pueblo que le da nombre (Taranes, 48 hab.) y de haber tallado antes la impresionante foz de la Escalada. El Ponga entra a continuación en la foz de los Corredores, un tramo totalmente encañonado de unos 7 km, siempre acompañado por la AS-261, en la que las verticales paredes apenas dejan lugar para unos pocos ensanchamientos. En este tramo recibe a la riega Falconeda, a los arroyos de Valle y de Bustaciello o Carangas (todos por la derecha) y al río Cable de les Cuerres (izquierda). Sale del desfiladero antes de la vega de Sellaño (52 hab.), donde recibe, también por la izquierda, a su principal afluente, el río Semeldón/Sameldón (o Valle Moro/Vallemoru), un corto rio de montaña de apenas 10 km que nace en la falda de la peña Les Vies. El río Ponga vira aquí hacia el este, saliendo del concejo de Ponga y entrando en el de Amieva, volviendo a atravesar un tramo encañonado, pasando por las pequeñas vegas de Santoveña y Sebarga hasta desaguar en el Sella, por la margen izquierda, en Santillán, a menos de un kilómetro aguas abajo de Precendí (10 hab.). La carretera que le acompañaba, tras cruzar el puente de Los Grajos, enlaza con la N-625 que desde Cangas de Onís lleva al puerto del Pontón.